# Emma-Mærsk-Klasse
Die Emma-Mærsk-Klasse ist eine Serie von acht baugleichen Containerschiffen der dänischen Reederei Mærsk, die auf der Werft Odense Staalskibsværft gebaut wurden. Von 2006 bis zur Indienststellung der CMA CGM Marco Polo im November 2012 waren es die größten Schiffe ihrer Art. Das Typschiff gilt als das erste Ultra Large Container Ship.

## Einzelheiten

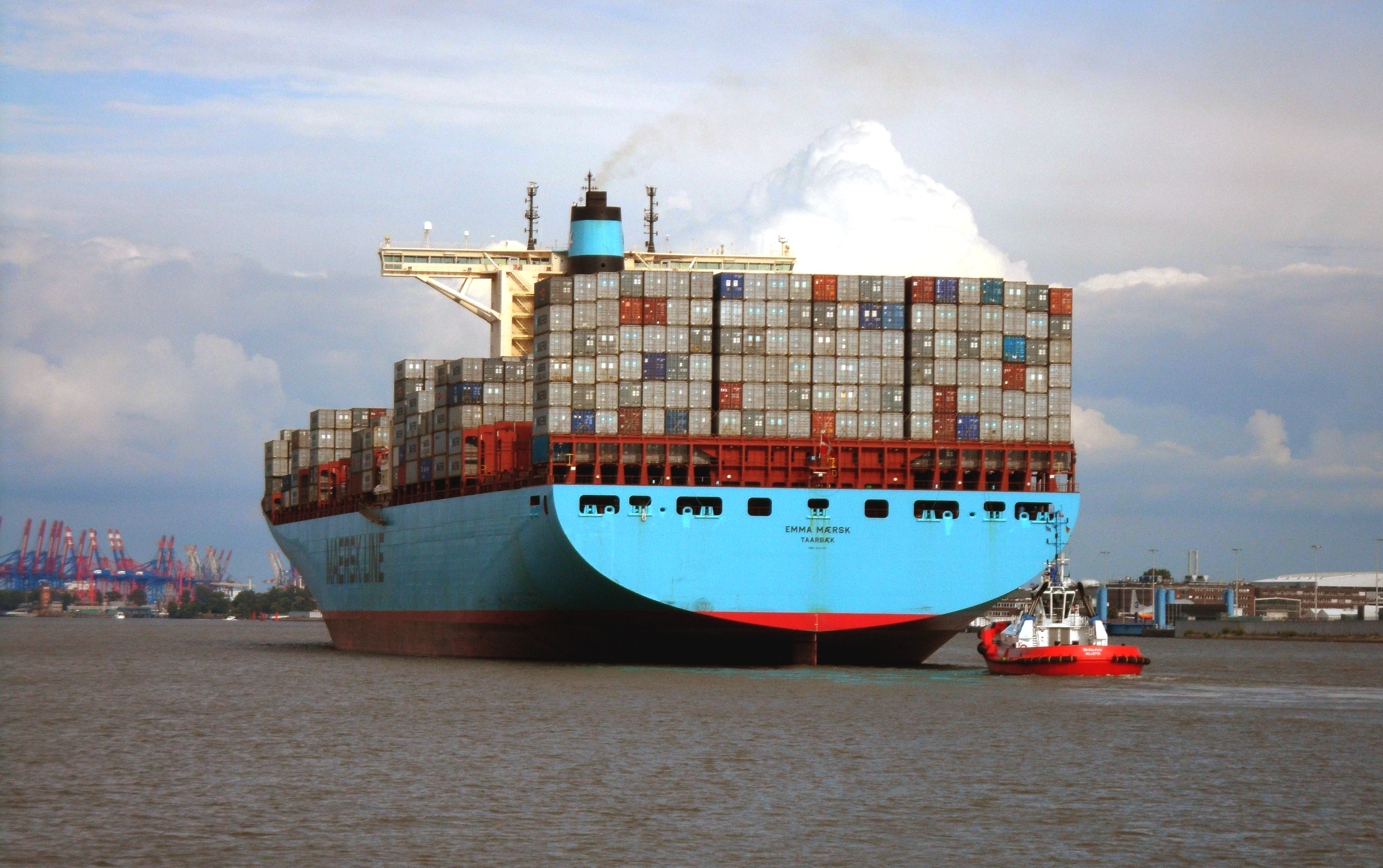
Die Emma Mærsk im Juni 2014

Der Prototyp Emma Mærsk im Vergleich mit anderen Schiffen

Das Typschiff der Klasse, die als Serie PS bzw. E-Klasse bezeichnet wird, ist die Emma Mærsk. Die Schiffe, die der Postpanamax-Klasse angehören, wurden zwischen Anfang September 2006 (Emma Mærsk) und Anfang 2008 (Eugen Mærsk) in Dienst gestellt.
Die Emma Mærsk wurde wegen eines Brandes während des Baus mit zweimonatiger Verzögerung im August 2006 in der konzerneigenen Werft in Odense/Dänemark fertiggestellt.
Die Schiffe der Klasse sind 397 m lang und 56,4 m breit.  Die Tragfähigkeit beträgt 156.907 DWT. Die Höchstgeschwindigkeit liegt bei etwa 26 Knoten bei Konstruktionstiefgang. Das Deckshaus teilt das Oberdeck etwas achterlich der Schiffsmitte, so dass 13 der 40-Fuß-Bays voraus und 10 achterlich liegen. Die Breite erlaubt 22 Container nebeneinander.
Damit die Schiffe das Container-Terminal Bremerhaven anlaufen können, wurde die Wendestelle vor der Stromkaje in der Weser extra auf 600 m verbreitert.
Die Schiffe konnten nach offiziellen Angaben 14.770 20-Fuß-Standardcontainer (TEU) laden, davon 1.000 Kühlcontainer. Die Reederei Mærsk, die bei ihren Angaben zur Ladekapazität eines Containerschiffs stets von beladenen, 14 t schweren Containern ausgeht, während andere Reedereien die maximale Anzahl Container angeben, die auf dem Schiff Platz haben, gab als Kapazität zunächst nur 11.000 TEU an.
2016 wurde begonnen, die Containerkapazität der Schiffe durch Erhöhung der Deckshäuser und Laschbrücken bei Beihai Shipbuilding in Qingdao um etwa 1.300 TEU zu vergrößern. Die Containerkapazität erhöht sich auf 17.816 TEU.

## Schiffsantrieb
Der Hauptantrieb der Schiffe erfolgt durch einen mit Schweröl betriebenen, aufgeladenen Zweitakt-Dieselmotor in Kreuzkopfbauweise des finnischen Herstellers Wärtsilä (Typ 14RT-Flex96c) mit 14 Zylindern und einer Leistung von 80.080 kW (108.878 PS). Die Bohrung des Motors beträgt 96 cm, der Hub 2,50 m. Hieraus ergibt sich ein Hubraum von 1.809 l und 5.720 kW pro Zylinder. Hochgerechnet ergibt das 25.320 l Hubraum mit 14 Zylindern.
Der Motor wiegt 2.300 Tonnen, allein die Kurbelwelle wiegt 300 Tonnen. Sie überträgt ein Drehmoment von 7.500 kNm bei 102/min auf den Propeller von MMG. Dieser ist mit einem Gewicht von 135 t und einem Durchmesser von 9,6 Metern der größte und schwerste Propeller, der bis dahin gebaut wurde. Für Anlegemanöver verfügen die Schiffe über vier Querstrahlruder.
Die Schiffe der Emma-Mærsk-Klasse haben aufgrund ihrer Größe und Optimierungen am Rumpf den niedrigsten Widerstandwert pro verdrängter Tonne aller Containerschiffe. Das Unterwasserschiff ist zudem mit einem Silikonanstrich versehen, der nach Angabe der Reederei bis zu 1.200 t Treibstoff im Jahr einspart. Bei voller Leistung (Brake Specific Fuel Consumption) liegt der Treibstoffverbrauch bei 0,171 kg/kWh, was rund 14.380 l Brennstoff pro Stunde entspricht. Dies ergibt 2,7 l Schweröl pro Container mit 14 t und 100 km Transportweg. Der relativ geringe Verbrauch des Dieselmotors hängt mit seinem hohen Wirkungsgrad von 49,0 Prozent zusammen. Moderne PKW-Motoren liegen heute erst bei 35 bis 45 Prozent.
Abgaswärmerückgewinnung
Zwei elektrische Zusatzantriebe (Wellenmotoren) können mit einer Gesamtleistung von 18.000 kW auf die Hauptantriebswelle geschaltet werden. Sie erhalten die elektrische Leistung im Idealfall vom Generator der Abgaswärmerückgewinnung, der von der Abgasnutzturbine und der Dampfturbine mit 8.500 kW angetrieben wird. Es kann aber auch E-Leistung von den Dieselgeneratoren vom Typ Caterpillar-MAK 9M32 mit je 4.148 kW eingespeist werden.
Die Abgaswärmerückgewinnung wandelt bei Nennleistung des Hauptmotors die Maschinenabwärme mit einem turbinengetriebenen Generator in elektrische Leistung um. So wird die Gesamtleistung der Motorenanlage um 9.860 kW oder 12,0 Prozent gesteigert und der spezifische Verbrauch sinkt auf 0,158 kg/kWh. Dazu wird ein Teil des Abgasvolumenstromes an den Abgasturboladern vorbei, sowie die Abgase aus den Turboladern und den Hilfsdieselmotoren, auf eine Abgasnutzturbine geleitet, die über zwei Getriebestufen auf den Generator wirkt. Außerdem wurde ein großer Zweidruck-Abgaskessel mit Vorwärmer und Überhitzer eingebaut. Der überhitzte Dampf erzeugt in einer Dampfturbine mechanische Leistung, die über eine Getriebestufe auf den gleichen Generator wirkt. Dadurch steigt der Gesamtwirkungsgrad der Maschinenanlage auf rund 55 Prozent.

## Routen

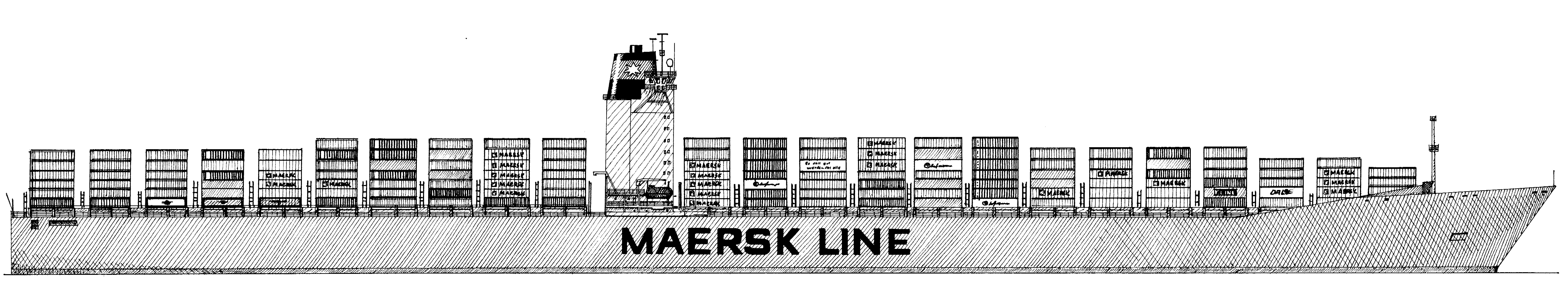
Seitenriss der Emma Mærsk

Alle acht Schiffe der Emma-Mærsk-Klasse werden 2011/2012 vorwiegend auf der Route AE10 zwischen Danzig und Shanghai eingesetzt und laufen dabei folgende Häfen an: Danzig (Polen) – Bremerhaven (Deutschland) – ostwärts: Rotterdam (Niederlande) – westwärts: Algeciras (Spanien) – Sueskanal – Tanjung Pelepas (Malaysia, Hafen von Singapur) – Shanghai (China) – Xingang (China, Hafen von Peking) – Qingdao (China) – Gwangyang (Südkorea) – Ningbo (China) – Yantian (China, Hafen von Shenzhen).
Ein Umlauf dauert gut zwölf Wochen, so dass alle ein bis zwei Wochen ein Schiff der Emma-Mærsk-Klasse in Bremerhaven am Container-Terminal IV (seit September 2008 in Betrieb) zu sehen ist. Die Hafenliegezeiten liegen zwischen 18 Stunden in China und 45 Stunden in Bremerhaven.

## Film
- Mega-Schiffe. Emma Maersk – Superlativ mit Tiefgang. Dokumentarfilm, Deutschland, Kanada, 2009, 43 Min., Buch und Regie: John Larose, Andrea Hauner, Produktion: Monaco Film, Exploration Production Toronto, ZDF, arte.[7]
- Der Container-Riese. Der Bau des größten Containerschiffs der Welt in Dänemark. (OT: Mega Builders. King Of Container Ships.) Dokumentarfilm, USA, 2009, 46 Min., Buch und Regie: Marco Porsia, Produktion: Discovery Channel, Reihe: Projekt Megabau, deutsche Erstausstrahlung: 24. August 2009 im Discovery Channel.[8]

## Die Schiffe
| Bauname        | Bau- nummer | IMO-Nummer | Ablieferung       | Spätere Namen | Verbleib | Bild                                           |
| -------------- | ----------- | ---------- | ----------------- | ------------- | -------- | ---------------------------------------------- |
| Emma Mærsk     | L203        | 9321483    | 31. August 2006   |               | in Fahrt | Emma Mærsk in Aarhus 2006                      |
| Estelle Mærsk  | L204        | 9321495    | 9. November 2006  |               | in Fahrt | Estelle Maersk vor Rotterdam 2012              |
| Eleonora Mærsk | L205        | 9321500    | 12. Januar 2007   |               | in Fahrt | Eleonora Maersk vor Rotterdam                  |
| Evelyn Mærsk   | L206        | 9321512    | 29. März 2007     |               | in Fahrt | Evelyn Maersk im Hafen Rotterdam               |
| Ebba Mærsk     | L207        | 9321524    | 15. Juni 2007     |               | in Fahrt | Ebba Maersk unter der Elbekreuzung 2           |
| Elly Mærsk     | L208        | 9321536    | 5. September 2007 |               | in Fahrt | Elly Maersk in Zeebrügge                       |
| Edith Mærsk    | L209        | 9321548    | 14. November 2007 |               | in Fahrt | Edith Maersk im Suezkanal                      |
| Eugen Mærsk    | L210        | 9321550    | 29. Januar 2008   |               | in Fahrt | Eugen Maersk vor dem Leuchtturm von Enebærodde |

## Sonstiges
Ende 2006 transportierte die Emma Mærsk auf ihrer Fahrt nach Südchina tausende Tonnen britischer Abfälle zum Recyceln nach China. Als dies durch Medienberichte öffentlich bekannt wurde, versicherte Chinas staatliche Umweltbehörde, sie werde den weiteren Weg dieser Abfälle kritisch beobachten.
Im Februar 2013 lief der Maschinenraum der Emma Mærsk voll Wasser. Sie musste aus dem Hauptschifffahrtsweg des Sueskanals geschleppt werden. Zunächst wurde das zerstörte Heckstrahlruder abgedichtet, damit die Container umgeladen und das Schiff repariert werden konnte. Ende Februar erreichte das Schiff Palermo (Sizilien) und wurde dort bis Juli 2013 repariert. Im Untersuchungsbericht wurde festgestellt, dass ein Bruch des Heckstrahlruders für den Wassereinbruch verantwortlich war und der Maschinenraum trotz wasserdichter Schotts wegen nicht geeigneter Kabeldurchführungen voll lief.
Im Juli 2020 kam es auf der Ebba Mærsk zu einem Brand im Spülluftkanal der Hauptmaschine durch verschlissene Dichtstellen in der Einspritzregelungseinheiten der Motorsteuerung.